# Municipio de South Green
El municipio de South Green (en inglés: South Green Township) es un municipio ubicado en el condado de Polk en el estado estadounidense de Misuri. En el año 2010 tenía una población de 430 habitantes y una densidad poblacional de 5,97 personas por km².

## Geografía
El municipio de South Green se encuentra ubicado en las coordenadas 37°42′15″N 93°14′15″O / 37.70417, -93.23750. Según la Oficina del Censo de los Estados Unidos, el municipio tiene una superficie total de 71.97 km², de la cual 71,84 km² corresponden a tierra firme y (0,18 %) 0,13 km² es agua.

## Demografía
Según el censo de 2010, había 430 personas residiendo en el municipio de South Green. La densidad de población era de 5,97 hab./km². De los 430 habitantes, el municipio de South Green estaba compuesto por el 96,51 % blancos, el 0,47 % eran afroamericanos, el 0,93 % eran amerindios, el 1,63 % eran de otras razas y el 0,47 % eran de una mezcla de razas. Del total de la población el 0,23 % eran hispanos o latinos de cualquier raza.